# Domenico Starnone
Domenico Starnone (Nàpols, 15 de febrer de 1943) és un escriptor, guionista i docent italià.

## Biografia
Va ensenyar durant molt de temps a l’institut d'ensenyament mitjà de Colleferro tant a l’institut Marconi com a l’Institut Tècnic Estatal "S. Cannizzaro" i a l’Institut Tècnic de Turisme "Livia Bottardi" de Roma, on, entre altres coses, va recollir al llibre Ex cattedra i on es va rodar la pel·lícula La scuola. S'ha ocupat de la relació entre oralitat i escriptura en l'ensenyament de l'italià. Molt redactor de les pàgines culturals del diari Il manifest, va col·laborar amb la revista I Giorni Cantati del Circolo Gianni Bosio. Ha escrit columnes al setmanari satíric Cuore, Tango, Boxer. El 2001 va guanyar el premi Strega amb la novel·la Via Gemito. Cada setmana escriu la columna Parole per a Internazionale. També ha escrit en nombrosos diaris, entre ells l'Unità, La Repubblica i Corriere della Sera, on del 1992 al 1997 va editar la columna setmanal La grammatica della scuola. Va debutar com a narrador el 1987 amb Ex cattedra, història d'un any acadèmic.
Casat amb Anita Raja, traductora napolitana, filla d'una jueva d'origen polonès que va escapar de l'Holocaust que es va traslladar a Nàpols. Des de 1993 també ha començat a escriure per a cinema i televisió: dels seus llibres, les pel·lícules La scuola (1995) de Daniele Luchetti, Auguri professore (1997) de Riccardo Milani, Denti (2000) de Gabriele Salvatores i la sèrie de televisió Fuoriclasse (2011-2015).

## Obres
Narracions
- Ex cattedra, s.l., Rossoscuola e Il manifesto, 1987.
- Il salto con le aste, Milano, Feltrinelli, 1989. ISBN 88-07-01377-0
- Segni d'oro, Milano, Feltrinelli, 1990. ISBN 88-07-70003-4
- Fuori registro, Milano, Feltrinelli, 1991. ISBN 88-07-81186-3
- Sottobanco, Comitato di svalutazione, Roma, e/o, 1992. ISBN 88-7641-154-2
- Eccesso di zelo, Milano, Feltrinelli, 1993. ISBN 88-07-01449-1
- Denti, Milano, Feltrinelli, 1994. ISBN 88-07-01465-3
- Solo se interrogato. Appunti sulla maleducazione di un insegnante volenteroso, Milano, Feltrinelli, 1995. ISBN 88-07-17002-7
- La retta via. Otto storie di obiettivi mancati, Milano, Feltrinelli, 1996. ISBN 88-07-81400-5
- Via Gemito, Milano, Feltrinelli, 2000. ISBN 88-07-01576-5 Premio Strega,[3] Premi Napoli nel 2001.[4] i Premi Selezione Campiello.[5]
- La collega Passamaglia, Roma, Edizioni di Gabriele e Mariateresa Benincasa, 2001.
- Alice allo Strega, Milano, Telecom, 2002.
- Labilità, Milano, Feltrinelli, 2005. ISBN 88-07-01667-2
- Ex cattedra e altre storie di scuola, Milano, Feltrinelli, 2006. ISBN 88-07-49048-X
- Prima esecuzione, Milano, Feltrinelli, 2007. ISBN 978-88-07-01735-3
- Spavento, Torino, Einaudi, 2009. ISBN 978-88-06-19477-2
- Fare scene. Una storia di cinema, Roma, Minimum fax, 2010. ISBN 978-88-7521-257-5
- Autobiografia erotica di Aristide Gambía, Torino, Einaudi, 2011. ISBN 978-88-06-19478-9
- Lacci, Torino, Einaudi, 2014. ISBN 978-88-06-19479-6
- Scherzetto, Torino, Einaudi, 2016. ISBN 978-88-06-23235-1
- Le false resurrezioni, Torino, Einaudi, 2018. ISBN 978-88-06-23335-8 [Contiene Segni d'oro; Eccesso di zelo; Denti]
- Confidenza, Torino, Einaudi, 2019. ISBN 978-88-06-24356-2

Assaigs
- L'eroe, la santa, le polveri: antinfortunistica sacra alla Snia di Colleferro, in "I giorni cantati", n. 1, Firenze, La casa Usher, 1981.
- La corte e la piazza: galateo dell'improvvisazione, in "I giorni cantati", n. 2/3, Firenze, La casa Usher, 1982.
- Scuola, ricerca e teatro. Per riprendere la parola, in "I giorni cantati", n. 4, Foligno, Editoriale Umbra, 1983.
- Terapia per letterati, postfazione a Mark Twain, Racconti comici, Roma, e/o, 1991. ISBN 88-7641-112-7.
- Il giro di vite di H. James, in Leggere gli anni verdi. Racconti di letture sull'infanzia e l'adolescenza, Roma, e/o, 1992. ISBN 88-7641-126-7.
- Introduzione a Edmondo De Amicis, Cuore, Milano, Feltrinelli, 1993. ISBN 88-07-82057-9.
- Il ritratto insanguinato. Racconto scolastico, introduzione a Ugo Foscolo, Ultime lettere di Jacopo Ortis, Milano, Feltrinelli, 1994. ISBN 88-07-82100-1.
- Il lettore adolescente, introduzione a Joseph Conrad, Lord Jim, Milano, Feltrinelli, 2002. ISBN 88-07-82160-5.
- Il disagio dell'imperfetto. Su Adele di Federigo Tozzi, in Dieci decimi. Sguardi a ritroso sulla nostra letteratura, Milano, Scuola Holden-BUR, 2003. ISBN 88-17-00002-7.
- Prefazione a John Fante, Dago Red, Torino, Einaudi, 2006. ISBN 88-06-17138-0.
- Il nocciolo solare dell'esperienza, saggio introduttivo a Luigi Meneghello, Opere scelte, Milano, Mondadori, 2006. ISBN 88-04-54925-4.
- La fratellanza inquieta, prefazione a Carmelo Samonà, Fratelli, Torino, UTET, 2006. ISBN 88-02-07499-2.
- I segni delle ferite, prefazione a Raffaele La Capria, Ferito a morte, Torino, UTET, 2006. ISBN 88-02-07444-5.
- Prefazione a Raymond Carver, Cattedrale, Roma, minimum fax, 2008. ISBN 978-88-7521-192-9.
- Introduzione a Rocco Brindisi, La moglie di Youssef gioca con i fiocchi di neve, Roma, Empirìa, 2010. ISBN 978-88-96218-13-6.

Contes
- Condom Butterfly, in Mondi al limite. 9 scrittori per Medici Senza Frontiere, Milano, Feltrinelli, 2008. ISBN 978-88-07-17159-8.
- Il palloncino verde, in I colori di Roma, a cura di Giuseppe Cerasa, Roma, editoriale l'Espresso, 2008.
- Il ricco epulone, in Ti vengo a cercare. Interviste impossibili, a cura di Valentina Alferj e Barbara Frandino, Torino, Einaudi, 2011. ISBN 978-88-06-20745-8.

Teatre
- Sottobanco, Comitato di svalutazione, Roma, e/o, 1992. ISBN 88-7641-154-2.

## Filmografia

### Arguments
- La scuola, dirigida per Daniele Luchetti (1995)
- Auguri professore, dirigida per Riccardo Milani (1997)
- I piccoli maestri, dirigida per Daniele Luchetti (1998)
- Del perduto amore, dirigida per Michele Placido (1998)
- La guerra degli Antò, dirigida per Riccardo Milani (1999)
- Tutto l'amore che c'è, dirigida per Sergio Rubini (2000)
- L'anima gemella, dirigida per Sergio Rubini (2002)
- Il posto dell'anima, dirigida per Riccardo Milani (2003)
- Ovunque sei, dirigida per Michele Placido (2004)
- L'amore ritorna, dirigida per Sergio Rubini (2004)
- L'avvocato Guerrieri - Testimone inconsapevole, dirigida per Alberto Sironi (2007) - Film TV
- Il capo dei capi (2007) - Miniserie TV
- L'avvocato Guerrieri - Ad occhi chiusi, dirigida per Alberto Sironi (2008) - Film TV
- L'uomo nero, dirigida per Sergio Rubini (2009)
- Fuoriclasse (2011)

### Guions
- La scuola, dirigida per Daniele Luchetti (1995)
- Auguri professore, dirigida per Riccardo Milani (1997)
- I piccoli maestri, dirigida per Daniele Luchetti (1998)
- Del perduto amore, dirigida per Michele Placido (1998)
- La guerra degli Antò, dirigida per Riccardo Milani (1999)
- Tutto l'amore che c'è, dirigida per Sergio Rubini (2000)
- L'anima gemella, dirigida per Sergio Rubini (2002)
- Il posto dell'anima, dirigida per Riccardo Milani (2003)
- Ovunque sei, dirigida per Michele Placido (2004)
- L'amore ritorna, dirigida per Sergio Rubini (2004)
- La febbre, dirigida per Alessandro D'Alatri (2005)
- Signorina Effe, dirigida per Wilma Labate (2007)
- L'avvocato Guerrieri - Testimone inconsapevole, dirigida per Alberto Sironi (2007) - Film TV
- Il capo dei capi (2007) - Miniserie TV
- L'avvocato Guerrieri - Ad occhi chiusi, dirigida per Alberto Sironi (2008) - Film TV
- L'uomo nero, dirigida per Sergio Rubini (2009)
- Lacci, dirigida per Daniele Luchetti (2020)